# Carolina Mussi
Carolina Hurga Mussi (São Paulo, 7 de agosto de 1988) é uma nadadora brasileira.

## Trajetória esportiva
Integrou a delegação nacional que participou do Campeonato Mundial de Desportos Aquáticos de 2009 em Roma, onde competiu na prova de revezamento 4x100 metros medley, juntamente com Fabíola Molina, Gabriella Silva e Tatiana Lemos, equipe que terminou em oitavo lugar na final. Nas eliminatórias elas bateram o recorde sul-americano da prova com 3m58s49. Antes deste mundial, Carolina tinha quebrado o recorde sul-americano dos 200 metros peito no Troféu Maria Lenk. Neste mundial, também ficou em 25º nos 100 metros peito e foi desqualificada dos 200 metros peito.
Participou dos Jogos Sul-Americanos de 2010 em Medellín, ganhando a medalha de ouro nos 200 metros peito, e a medalha de bronze nos 100 metros peito.
No Campeonato Mundial de Esportes Aquáticos de 2011 em Xangai, obteve a 36º posição nos 100 metros peito e a 17º nos 4x100 metros medley.
Nos Jogos Pan-Americanos de 2011 em Guadalajara, Carolina ficou em 14º lugar nos 100 metros peito.

### Recordes
Carolina Mussi é a atual detentora, ou ex-detentora, dos seguintes recordes:
Piscina olímpica (50 metros)
- Recordista sul-americana dos 200 metros peito: 2m27s42, tempo obtido em 6 de maio de 2009[7]
- Recordista sul-americana do revezamento 4x100 metros medley: 3m58s49, obtidos em 1 de agosto de 2009, com Fabíola Molina, Gabriella Silva e Tatiana Lemos[5]